# BetMotion
Betmotion é uma empresa de jogos e entretenimento on-line fundada em 2009 com sede em Curaçao. A Betmotion oferece jogos de entretenimento online a nível global e com forte foco na América Latina, bem como nos mercados do Canadá, África do Sul, Austrália e Nova Zelândia.
A Betmotion opera em três idiomas - espanhol, inglês e português - e aceita as seguintes unidades monetárias: pesos mexicanos, dólares americanos, euros, reais e novo sol (Peru). A empresa utiliza uma plataforma de software própria, que permite serviços white label para outras empresas de jogos e fornece tecnologia para desktop, tablets e dispositivos móveis.

## Apresentação
A Betmotion é uma empresa de entretenimento online, de propriedade da Vision Media Services. A empresa oferece uma seleção variada de jogos, incluindo bingo, cassino, caça-níqueis (slots), roleta, blackjack e apostas esportivas. O site Betmotion é licenciado e regulamentado por Curacao eGaming Licensing Authority, Alderney Gambling Control Commission, Malta Lotteries & Gaming Authorities e Gibraltar Gaming Commission & Authority.  Além da sede, o Betmotion está representado no Brasil, Chile, México, Peru e Uruguai, com uma força de trabalho de mais de 100 pessoas. O Betmotion está disponível em espanhol, inglês e português, possui mais de 20 métodos de pagamento diferentes e atendimento ao cliente 24 horas. Sua plataforma de jogos é projetada pela Patagonia Entertainment, uma empresa de desenvolvimento especializada em jogos de bingo e plataformas omnichannel para a indústria de eGaming. A Patagonia adquiriu a AutogameSYS, uma empresa também dedicada ao desenvolvimento de plataformas de jogos.

### História
Fundada em 2009 por um pequeno grupo de jovens empreendedores, a empresa se dedicou, inicialmente, a oferecer jogos de video bingo para um pequeno setor do mercado brasileiro. Com o passar dos anos e o rápido crescimento, o Betmotion começou a oferecer entretenimento em jogos de bingo, cassino, caça-níqueis (slots) e apostas esportivas.

### Jogos e apostas esportivas
O Betmotion trabalha com mais de 30 provedores de jogos e possui mais de 2.000 jogos em diferentes áreas, como video bingo, caça-níqueis, roleta, blackjack, bacará e apostas esportivas. 
Em sua área de apostas esportivas, o Betmotion oferece mais de 20.000 eventos por mês em, aproximadamente, 60 esportes, muitos deles com transmissão ao vivo exclusiva para seus clientes, com a possibilidade de apostar antes ou durante a realização de um evento em uma grande variedade de mercados disponíveis. 
Em suas áreas de cassino e caça-níqueis, o Betmotion oferece jogos contemporâneos em alta definição, bem como os clássicos de cassino físico. Graças à incorporação dos jogos da Patagonia Entertainment, o Betmotion se tornou um dos líderes de mercado na promoção de jogos de video bingo na América Latina.

### Programa de Afiliados PartnersOnly
PartnersOnly é o programa de afiliados on-line do Betmotion. As comissões do PartnersOnly são concedidas mensalmente com base nas atividades dos jogadores no Betmotion.com. Na plataforma PartnersOnly, os afiliados têm acesso a todas as ferramentas de marketing e podem rastrear as atividades de seus jogadores.

### Patrocínios
O Betmotion patrocina atletas de vôlei de praia, futebol e jogos de mesa.